# Saint-Ouen-du-Tilleul
Saint-Ouen-du-Tilleul es una localidad y comuna francesa situada en la región de Alta Normandía, departamento de Eure, en el distrito de Bernay y cantón de Bourgtheroulde-Infreville.

## Demografía
| 403 | 616 | 984 | 1203 | 1521 | 1413 |
| Para los censos de 1962 a 1999 la población legal corresponde a la población sin duplicidades (Fuente: INSEE [Consultar]) |     |     |      |      |      |